# Ліббесдорф
Ліббесдорф (нім. Libbesdorf) — село в Німеччині, у землі Саксонія-Анхальт.
Входить до складу громади Остернінбургер-Ланд району Анхальт-Біттерфельд. Населення становить 401 чоловік (на 31 грудня 2006 року). Займає площу 9,29 км². Офіційний код — 15 1 59 024.
Вперше згадується в 1339 році.
Раніше Ліббесдорф мала статус громади (комуни). 1 січня 2010 року разом з низкою інших населених пунктів увійшла до складу нової громади Остернінбургер-Ланд.